# خوسه ویسنته توریبیو
خوسه ویسنته توریبیو (اسپانیایی: José Vicente Toribio‎؛ زادهٔ ۲۲ دسامبر ۱۹۸۵ ‏(۳۹ سال)) دوچرخه‌سوار اهل اسپانیا است.
از باشگاه‌هایی که در آن رکاب زده‌است می‌توان به تیم دوچرخه‌سواری اندلسیا اشاره کرد.